# Mount Erin
Mount Erin is een verlaten plaats in de regio Mid West in West-Australië. 

## Geschiedenis
Luitenant George Grey verkende de streek in 1829. In 1851 vestigde Michael Morrissey zich op een pastoraal station, 'Paradise Valley', langs een bijrivier van de Chapman. Hij noemde een heuvel op zijn grondgebied Mount Erin. Tussen 1863 en 1959 werd als de marktprijs hoog genoeg was koper gedolven op het grondgebied. Morrissey stierf in de jaren 1890 en de overheid kocht in 1904 een deel van het station. In 1909 opende het er een schooltje.

## Beschrijving
Mount Erin maakt deel uit van het lokale bestuursgebied (LGA) Shire of Chapman Valley, een landbouwdistrict waarvan Nabawa de hoofdplaats is. Mount Erin ligt 422 kilometer ten noordnoordwesten van de West-Australische hoofdstad Perth, 42 kilometer ten noordoosten van Geraldton en 14 kilometer ten zuidwesten van Nabawa.